# Carlos Ginzburg
Ne doit pas être confondu avec Carlo Ginzburg.
Pour les articles homonymes, voir Ginzburg.
Carlos Ginzburg est un artiste conceptuel et un théoricien de l'Art fractaliste ou Art fractal, né le 24 mai 1946, à La Plata, en Argentine. Il a étudié la philosophie et les sciences sociales. Il vit en France.

## Biographie
Aux débuts de sa carrière, en 1971, Germano Celant, critique d'art, fait la préface d'une publication de Carlos Ginzburg Diez ideas de Arte Pobre (Dix idées d'Art Pauvre), à Buenos Aires. Plus tard, il participe à l'exposition collective Encuentros de Pamplona 72, à Pampelune, en Espagne, avec la participation, entre autres, de John Cage, Christo, Esther Ferrer, Alexanco, Luis de Pablo, etc.
Par l'établissement d'une synthèse de toute son activité artistique produite en Argentine, il expose des albums de voyage, à l'International Cultural Centrum d'Anvers, en 1980.
Installé à Paris, il devient un des pionniers de l'art fractal, dès 1981. Il crée « l'homo fractalus » ou comment dans le détail subjectif se reflète la totalité objective. Pendant ces années, il collabore avec Severo Sarduy, Pierre Restany, Susan Condé, Klaus Ottmann et Jean-Claude Chirollet. Aussi, le livre Barroco de Severo Sarduy, dans sa deuxième édition, contient un épilogue Un baroque fractal qui réfère à l'œuvre de Carlos Ginzburg, la situant entre Hokusai et le Bauhaus. En 1997, il cosigne avec, entre autres, Miguel Chevalier, Pascal Dombis, César Hénao, Jean Claude Meynard et Joseph Nechvatal, le Manifeste fractaliste qui paraît dans la revue Art Press.
Il développe avec Pierre Restany le concept d'Écologie politique dans l'art, autour des idées de Bruno Latour. 
Adhérent des premières heures du Mouvement World Art, Carlos Ginzburg crée avec Allaïa Tschann sur l'imbrication du chaos fractal et du divin, comme système de pensée générant l'Arthéologie et ouvrant, de par une résorption naturelle du chaos, sur le Paradis. C'est dans la pièce de théâtre Spectacle, écrite entre 1932 et 1936, que Jacques Prévert fit découvrir à son public de nouveaux libres-penseurs, qu'il nomme les arthéologues.

## Chaos fractal et l'Œuvre d'œuvres
Les œuvres diachroniques réalisées entre 1967 et 2009 (plusieurs milliers de tableaux et de projets-documents) deviennent les parties d'une œuvre unique et plurielle qui les contient, en tant que structure synchronique. Le statut de chaque œuvre-élément est celui d'une autonomie relative : elle vaut par elle-même, mais est considérée comme inachevée, vouée à l'incorporation dans une œuvre-organisme qui lui donne un sens nouveau. 
L'œuvre globale est une structure géante, complexe, récursive et auto-similaire de barbarisation, qui synthétise tableaux, projets, interventions écologiques, diagrammes, images, actions, propositions politiques, dessins, collages, formes numériques, etc.
Mais, à son tour, l'œuvre terminale n'est pas finie et de nouveaux éléments s'ajoutent dans un processus infini de prolifération de la différence.
Ainsi, l'artiste n'a produit, tout au long de sa vie, que des moments chaotiques fractals inachevés qui prennent leur véritable sens et forme, vers la fin du processus, grâce au recyclage des parties dans le tout. Le tout englobe les parties dans une mise en abyme infinie.
Carlos Ginzburg a créé une seule œuvre, en quarante années d'activité artistique : Les Barbares BA BA BA BA BA BA BA BA BA…

## Les Barbares BA BA BA BA BA BA…
Barbare se disait d'une personne étrangère au monde grec et parlant avec des onomatopées BA BA BA BA… Cette œuvre est un méta-langage (image+texte) total, totalisant et infini qui se réfère à des langages-objet (image+texte), projets des œuvres à réaliser. Ces langages-objets sont, à leur tour, des méta-langages d'autres langages-objets qui sont, à leur tour, des méta-langages.
Ainsi, l'œuvre globale est comme un aleph qui engloutit et incorpore de nombreuses strates organisées d'œuvres d'art réalisées dans le passé. La progression diachronique (1967-2009) se synthétise dans une structure synchronique d'éternel présent BA BA BA…
Ces dimensions inactuelles, hybridées à d'autres actuelles, sont construites et déconstruites, dans les multiples échelles fractales de la pensée et de l'art, en mélangeant toutes les thématiques de la réalité et tous les procédés formels, la simplicité maximum de la barbarie enfermant toute cette complexité. 
Le signifiant BA BA est un clin d'œil au signifiant DA DA.
Les Barbares BA BA BA BA BA… est entièrement scandée, fissurée et réinterrogée par des tableaux qui figurent la mort.

## Collection officielle
- Centre Georges-Pompidou
- Fonds national d'Art contemporain 1988 et 1990 (FNAC)
- Museo Reina Sofia (De la Revuelta a la Posmodernidad : 1962-82)
- Tate Modern (Collection Charles Harrison)

## Exposition

### Expositions personnelles
- 1977  École sociologique interrogative, Paris, France
- 1978  Galerie Studio 16, Turin, Italie
- 1980  I.C.C, Anvers, Belgique
- 1997  Galerie Mabel Semmler, Paris, France
- 1999  Galerie Lina Davidov, Paris, France
- 2002  Galerie Lina Davidov, Paris, France
- 2004  Susan Conde Gallery, New York, NY
- 2011 Jerusalem Cross and Bis, 3e Rue, Paris, France

### Expositions collectives
- 1971  Musée d'art moderne, Buenos Aires ; Camden Art Center, Londres
- 1972 International Meeting of Arts, Pampelune, Espagne
- 1973 I.., Anvers, Belgique
- 1975 Moderna Museet, Stockholm
- 1980 Fashion Moda, New York, États-Unis
- 1983 Centre Georges-Pompidou, Petit Forum, Paris, France
- 1987 Ocre d'art, Chateauroux, France
- 1989 Kaos Foundation, Chicago, IL
- 1990 Ezra and Cecile Zilka Gallery, Middletown
- 1991 Foundation Battistoni, Paris, France
- 1993 Institut National des Sciences Appliquées de Lyon
- 1994 Foundation, T.Z. Art & Co Gallery, Mai, New York, États-Unis
- 1995 Galerie Arx, Turin, Italie
- 1996 Gallery of Art, University of Georgia, Athens, GA
- 1997  Espace Paul Ricard, Paris, France
- 1999  Espace Electra, Paris, France ; Abbaye de Roncereis, Angers, France
- 2001  White Box Gallery, New York, États-Unis
- 2002  J. Wayne Stark, University Center Galleries, Texas A&M University
- Mai-août 2009  Württembergischer Kunstvereim, Stuttgart, Allemagne
- Octobre 2009  Musée national centre d'art Reina Sofía, Madrid, Espagne
- Septembre 2010  Henrique Faria Fine Art, New York, États-Unis
- 2010 Performance, White Box, New York, États-Unis
- 2011 The Armory Show (en), New York, Henrique Faria, États-Unis

## Bourses officielles
- 1990  FIACRE, Paris, France
- 1989  FIACRE, Paris, France

## Articles et textes de Carlos Ginzburg
- 1999  Revue Art Press, n°244, Mars, Paris, France
- 1997  Revue Art Press, n°229, Nov, Paris, France
- 1995  Revue Archipielago, Madrid, Spain
- 1993  Art Forum, Mars, New York ; Revue Ometeca, New Mexico, États-Unis ; Revue Histoire et anthropologie, Strasbourg, France
- 1992  Revue Ligeia, n°10, Paris, France
- 1987  Pour la Photographie, Univ. Paris VIII
- 1986  Revue Leonardo, États-Unis
- 1969  Revue Pages, London, Great Britain
- 1967  Revue Approches, Paris, France